# 11583 Бройєр
11583 Бройєр (11583 Breuer) — астероїд головного поясу, відкритий 12 серпня 1994 року.
Тіссеранів параметр щодо Юпітера — 3,239.